# Heathers: The Musical
Heathers: The Musical é um musical do estilo rock com música, letras e libreto de Laurence O'Keefe e Kevin Murphy, baseado no filme de 1989 com o mesmo nome escrito por Daniel Waters. Após um teste esgotado em Los Angeles, o musical saiu da Off-Broadway em 2014. Após a exibição em 2014, o musical teve uma exibição no Off-West End em 2018 e depois foi transferido para o West End no mesmo ano.
Embora seja uma comédia de humor negro, o musical explora também questões sombrias, incluindo o bullying, suicídio de adolescentes, agressão sexual e violência nas escolas.

## Sinopse

### Primeiro ato
Em 1989, a jovem Veronica Sawyer se desespera com a pirâmide social infernal da Westerberg High School, em Sherwood, Ohio, onde estudantes como Martha Dunnstock, sua melhor amiga de infância, são atormentados pelos atletas Ram Sweeney e Kurt Kelly. Além disso, a escola é dominada pelo trio de garotas populares Heathers, onde as integrantes possuem o mesmo nome: a "abelha rainha" e manipuladora Heather Chandler, a ambiciosa e mesquinha Heather Duke, e a arrogante e obstinada Heather McNamara. Cansada de ser invisível aos olhos dos estudantes, Veronica se sente determinada em ganhar popularidade no seu último ano do ensino médio. Para isso, Veronica decide salvar as Heathers de serem enviadas para a detenção falsificando um bilhete do diretor anulando a punição, e quando o seu talento é reconhecido pelas Heathers, elas aceitam Veronica no grupo e fazem uma transformação em seu visual e a elevam ao seu círculo íntimo ("Beautiful").
Em um dia, Heather Chandler descobre que Martha sempre foi apaixonada por Ram, e pede para Veronica falsificar uma carta de amor para entregar a Martha. No início, Veronica tenta impedir essa ação, porém as Heathers ameaçam acabar com sua popularidade se ela sabotar seus planos ("Candy Store"). Após esse esporro, um estranho garoto que cita poesias, chamado Jason "J.D." Dean, vai criticar Veronica por prejudicar sua amizade de infância em troca de popularidade. Após J.D. vencer uma briga contra Ram e Kurt, Veronica se sentiu inesperadamente atraída por ele ("Fight for Me"). Os pais de Verônica confessam a ela que não têm certeza se gostam dos novos amigos e preferiam que ela fosse amiga de Martha novamente. ("Candy Store (Playoff)").
Veronica flerta com J.D. em uma loja de conveniência da 7-Eleven, onde ele exalta as virtudes da bebida congelante Slurpee por entorpecer sua dor após a trágica morte de sua mãe ("Freeze Your Brain"). Na festa de boas vindas de Ram, Veronica fica cada vez mais bêbada e chapada ("Big Fun"). Quando as Heathers brincam cruelmente com Martha, que foi a festa acreditando na carta falsa escrita por Ram, Veronica se demite do grupo e vomita nos sapatos da Heather Chandler. Com sua reputação em ruínas, Veronica invade o quarto de J.D. e perde sua virgindade com ele ("Dead Girl Walking").
Depois de ter um pesadelo com a Heather Chandler ("Veronica's Chandler Nightmare"), Veronica decide ir na casa dela pedir desculpas com J.D. Em sua casa, a Heather Chandler pede para Veronica fazer uma bebida que cure sua ressaca, e então ela pensaria se aceitava seu perdão. Enquanto prepara a bebida, J.D. adiciona em uma caneca um limpador de ralo tóxico como uma piada, porém as canecas foram trocadas acidentalmente e a Heather Chandler morre envenenada após ingerir o produto. Veronica começa a entrar em pânico, mas J.D. a convence a falsificar uma nota de suicídio, onde a carta acaba chamando atenção no colégio por ser muito sentimental. Essa versão ficcional dela ganha a simpatia da escola e ela se torna ainda mais adorada na morte do que em vida ("The Me Inside Of Me").
Veronica tenta continuar com sua vida normal, mas é repreendida e ridicularizada pelo fantasma da Heather Chandler. Em uma noite, a Heather McNamara chama Veronica para ir ao cemitério as pressas. Ao chegar no local, ela descobre que o Ram e o Kurt estão muito bêbados e querem fazer sexo com as Heathers sem o consentimento de ambas. Veronica tenta se proteger, mas as Heathers não a deixam entrar no carro, então ela decide dá mais álcool para eles até desmaiar ("Blue" ou "You’re Welcome"). Heather Duke assume o posto da Heather Chandler, enquanto Ram e Kurt contam a todos que fizeram sexo com Veronica ("Blue (Reprise)" ou "Never Shut Up Again"). Veronica fica muito mal pelo boato falso onde é rotulada de vagabunda ("Blue" (Playoff) - não incluída no West End e nas produções futuras), e quando J.D. ataca os atletas para defendê-la, eles o espancam de forma selvagem. J.D. e Veronica se consolam e planejam uma vingança: ela vai atrair os atletas ao cemitério com a promessa de tornar seu trio fictício real, então, juntos, eles vão atirar neles com balas tranquilizantes Ich Lüge para nocauteá-los, e então, Veronica falsificaria uma nota de suicídio confessando que eles eram amantes e homossexuais. Quando os atletas chegam, J.D. atira em Ram, mas Veronica perde Kurt. Quando ela percebe que Ram está morto e as balas são reais, J.D. atira em Kurt e proclama seu amor eterno a Veronica, que fica aterrorizada ("Our Love Is God").

### Segundo ato
No funeral de Ram e Kurt, Verônica começa a ficar perturbada pelas três mortes cometidas por J.D. ("Prom or Hell?"). Abatido pela dor, o pai de Ram critica o pai de Kurt por cometer atitudes homofóbicas, até que o último repentinamente beija o primeiro; revelando que ambos tinham um caso amoroso durante suas viagens. A confissão reflete sobre os alunos que querem tornar o mundo um lugar mais tolerante ("My Dead Gay Son"). Enquanto isso, J.D. tenta convencer Veronica que os assassinatos cometidos irão trazer paz para os estudantes, e que o próximo alvo deveria ser a Heather Duke. Ela se recusa, então ele reclama de não fazer nada diante da injustiça, revelando que testemunhou o suicídio de sua mãe. Verônica lhe dá um ultimato: desista da violência e leve uma vida normal com ela ou a perca para sempre ("Seventeen"). J.D. concorda e eles se reconciliam. Martha diz a Veronica que ela suspeita que J.D. matou os atletas, acreditando que a "carta de amor" que ela recebeu de Ram é a prova disso. Verônica, instigada pelo fantasma de Heather Chandler, confessa ter forjado o bilhete para humilhar Martha, que foge aos prantos.
A conselheira do colégio, Sra. Fleming, realiza uma reunião de terapia na televisão ("Shine a Light"). Ela influencia todos a revelarem seus medos e inseguranças, mas apenas a Heather McNamara admite seus pensamentos suicidas e seus problemas com bulimia nervosa ("Lifeboat"). Duke zomba dela e leva os alunos a fazerem o mesmo. Verônica tenta defender McNamara e deixa escapar a confissão de que matou Ram e Kurt, mas todos riem zombeteiramente, acreditando que ela está desesperada por atenção. Pouco depois, McNamara tenta se matar por uma overdose de remédios no banheiro ("Shine a Light (Reprise)"), mas Veronica a impede. J.D., carregando uma arma, tenta convencer novamente Veronica para matar a Heather Duke, porém, ela percebe o quão instável ele é, e então termina com ele ("I Say No").
J.D. chantageia Duke para fazer o corpo discente assinar uma petição, enquanto uma festa típica do colégio está sendo preparada ("Hey Yo, Westerburg"). Martha, de luto por Ram, tenta cometer suicídio se jogando de uma ponte ("Kindergarten Boyfriend"), mas sobrevive. Veronica corre para o hospital, provocada pelos fantasmas de Kurt, Ram e Chandler; com seus pais tentando assegurar a ela que eles passaram por tudo que ela está passando ("Yo Girl"). Ela volta para casa, onde J.D. tenta invadir seu quarto. Ele revela que a petição, assinada por todos os alunos, é na verdade uma nota de suicídio - junto com seus planos para explodir uma bomba durante a festa do colégio e fazer com que pareça um suicídio em massa. Ele abre a janela e encontra Veronica aparentemente morta, pendurada por uma corda, e abatido pela tristeza, ele parte para concluir seu plano ("Meant to Be Yours").
Veronica, após simular um suicídio, corre para o colégio para impedir J.D. ("Dead Girl Walking (Reprise)"). Ela o confronta na sala da caldeira, mas em sua luta, J.D. é baleado. Incapaz de desarmar a bomba, Veronica a leva para o campo de futebol vazio. J.D. a convence a deixá-lo pegar a bomba ("I Am Damaged"). A bomba explode, matando-o sozinho. Voltando à escola, Veronica pega o scrunchie vermelho de Duke e termina a era do ridículo social. Veronica convida Martha e as Heathers restantes para sair, alugar um filme e serem crianças antes que a infância acabe ("Seventeen (Reprise)").

## Números musicais

### Ato I
- "Beautiful" – Veronica, Heather Chandler, Heather McNamara, Heather Duke, Ram, Kurt, Martha, Sra. Fleming e Elenco
- "Candy Store" – H. Chandler, H. McNamara e H. Duke
- "Fight for Me" – Veronica e Estudantes
- "Candy Store" (Playoff) † – H. Chandler, H. McNamara e H. Duke
- "Freeze Your Brain" – J.D.
- "Big Fun" – Ram, Kurt, Veronica, H. Chandler, H. McNamara, H. Duke, Martha e Estudantes
- "Dead Girl Walking" – Veronica e J.D.
- "Veronica's Chandler Nightmare" † – H. Chandler e Elenco
- "The Me Inside of Me" – H. Chandler, Veronica, J.D., Sra. Fleming, Diretor, Coach, Policiais e Elenco
- "Blue" (2010–2018) – Ram, Kurt, H. Duke e H. McNamara e Veronica
- "You're Welcome" (2018–presente) †† – Ram, Kurt e Veronica
- "Blue (Reprise)" (2010–2018) † – Ram, Kurt, H. Duke, H. McNamara e Estudantes
- "Never Shut Up Again" (2018–presente) †† – H. Duke, Ram, Kurt e Elenco (Substitui "Blue" (Reprise) na versão do ensino médio)
- "Our Love Is God" – J.D., Veronica, Ram, Kurt e Elenco

### Ato II
- "Prom or Hell?" † – Veronica
- "My Dead Gay Son" – Pai do Ram, Pai do Kurt e Elenco
- "Seventeen" – Veronica e J.D.
- "Shine a Light" – Sra. Fleming e Estudantes
- "Lifeboat" – H. McNamara
- "Shine a Light" (Reprise) – H. Duke e Estudantes
- "I Say No" (2018–present) †† – Veronica e Elenco
- "Hey Yo, Westerberg" † – H. McNamara e Estudantes
- "Kindergarten Boyfriend" – Martha
- "Yo Girl" – H. Chandler, Ram, Kurt, Veronica e Mãe de Veronica
- "Meant to Be Yours" – J.D. e Estudantes
- "Dead Girl Walking" (Reprise) – Veronica, J.D., Sra. Fleming, H. Macnamara e Estudantes
- "I Am Damaged" – J.D. e Veronica
- "Seventeen" (Reprise) – Veronica, Martha, H. McNamara, H. Duke e Elenco